# La Madeleine-Villefrouin
La Madeleine-Villefrouin és un municipi francès, situat al departament del Loir i Cher i a la regió de Centre – Vall del Loira. L'any 2007 tenia 25 habitants.

## Demografia

### Població
El 2007 la població de fet de La Madeleine-Villefrouin era de 25 persones. Totes les 8 famílies que hi havia eren parelles sense fills.
La població ha evolucionat segons el següent gràfic:
Habitants censats

### Habitatges
El 2007 hi havia 15 habitatges, 11 eren l'habitatge principal de la família, 2 eren segones residències i 2 estaven desocupats. Tots els 15 habitatges eren cases. Dels 11 habitatges principals, 8 estaven ocupats pels seus propietaris, 1 estava llogat i ocupat pels llogaters i 2 estaven cedits a títol gratuït; 1 tenia tres cambres, 1 en tenia quatre i 9 en tenien cinc o més. 8 habitatges disposaven pel capbaix d'una plaça de pàrquing. A 4 habitatges hi havia un automòbil i a 7 n'hi havia dos o més.

### Piràmide de població
La piràmide de població per edats i sexe el 2009 era:
| Homes | Edats   | Dones |
| ----- | ------- | ----- |
| 0     | 95 o +  | 0     |
| 0     | 90 a 94 | 0     |
| 0     | 85 a 89 | 4     |
| 0     | 80 a 84 | 0     |
| 0     | 75 a 79 | 0     |
| 0     | 70 a 74 | 4     |
| 0     | 65 a 69 | 0     |
| 0     | 60 a 64 | 0     |
| 0     | 55 a 59 | 0     |
| 0     | 50 a 54 | 0     |
| 4     | 45 a 49 | 4     |
| 0     | 40 a 44 | 0     |
| 0     | 35 a 39 | 0     |
| 0     | 30 a 34 | 0     |
| 0     | 25 a 29 | 0     |
| 0     | 20 a 24 | 0     |
| 0     | 15 a 19 | 4     |
| 0     | 10 a 14 | 0     |
| 0     | 5 a 9   | 0     |
| 0     | 0 a 4   | 0     |

## Economia
El 2007 la població en edat de treballar era de 16 persones, 14 eren actives i 2 eren inactives. De les 14 persones actives 12 estaven ocupades (6 homes i 6 dones) i 2 estaven aturades (1 home i 1 dona). Totes les 2 persones inactives estaven classificades com a «altres inactius».
Activitats econòmiques
Dels 3 establiments que hi havia el 2007, 1 era d'una empresa de comerç i reparació d'automòbils, 1 d'una empresa immobiliària i 1 d'una empresa de serveis.
L'any 2000 a La Madeleine-Villefrouin hi havia 6 explotacions agrícoles que ocupaven un total de 1.212 hectàrees.

## Poblacions més properes
El següent diagrama mostra les poblacions més properes.